# Архангельское (Миасский городской округ)
Арха́нгельское — посёлок в Миасском городском округе Челябинской области.

## География
Расстояние до Миасса 38 км.

## Население
| 2002 | 2010 |
| ---- | ---- |
| 17   | ↗21  |

По данным Всероссийской переписи, в 2010 году численность населения посёлка составляла 21 человек (12 мужчин и 9 женщин).

## Улицы
Уличная сеть посёлка состоит из 3 улиц и 1 переулка.